# Bryan Rust
Bryan Rust (Pontiac, Michigan, 11 de maio de 1992)  é um jogador profissional de hóquei no gelo estadudense que atua na posição de right winger pelo Pittsburgh Penguins, da NHL.

## Carreira
Bryan Rust foi draftado na 80º pelo Pittsburgh Penguins no Draft de 2010.

## Títulos

### Pittsburgh Penguins
- Stanley Cup: 2016,2017